# 창녕대로
창녕대로(Changnyeong-daero)는 대한민국 경상남도 창녕군 창녕읍 오리정삼거리에서 창녕군 창녕읍 공설운동장 삼거리까지 연결되는 도로이다.

## 주요 경유지
경상남도
- 창녕군 창녕읍

## 노선
| 이름              | 접속 노선                        | 소재지         | 소재지         | 비고           |
| 우포2로와 직결    | 우포2로와 직결                   | 우포2로와 직결 | 우포2로와 직결 | 우포2로와 직결 |
| ----------------- | -------------------------------- | -------------- | -------------- | -------------- |
| 오리정삼거리      | 국도 제20호선 (명덕로) 우포1대로 | 창녕군         | 창녕읍         |                |
| 제2창녕교         |                                  | 창녕군         | 창녕읍         |                |
| 남산회전 교차로   | 조선서재골로 화왕산1로           | 창녕군         | 창녕읍         |                |
| 낙영회전 교차로   | 화왕산로 남창녕로                | 창녕군         | 창녕읍         |                |
| 퇴천삼거리        | 창녕장마로                       | 창녕군         | 창녕읍         |                |
| 양성제1교         |                                  | 창녕군         | 창녕읍         |                |
| 공설운동장 삼거리 | 국도 제5호선 (경남대로)          | 창녕군         | 창녕읍         |                |

## 주요 건물 및 시설
- 창녕시외버스터미널 (창녕대로 11/교리 1073-1)
- 농협 창녕농협주유소 (창녕대로 38/술정리 303-4)
- 국민건강보험공단 창녕출장소 (창녕대로 48/술정리 297-3)
- CU 창녕신창점 (창녕대로 60/술정리 247-1)
- 넥센타이어 창녕 (창녕대로 88/술정리 174-4)
- 기아자동차 오토큐 창녕점 (창녕대로 100/술정리 176-6)
- 쉐보레 창녕바로서비스 (창녕대로 156/말흘리 755-10)
- SK에너지 퇴천주유소 (창녕대로 302/퇴천리 252-2)
- 창녕공설운동장 (창녕대로 305/퇴천리 61)